# メキシコドクトカゲ
メキシコドクトカゲ（Heloderma horridum）は、爬虫綱有鱗目ドクトカゲ科ドクトカゲ属に分類されるトカゲ。

## 分布
メキシコ、グアテマラ
H. h. horridum
メキシコ（オアハカ州、ゲレーロ州、コリマ州、シナロア州南部、ナヤリット州、ハリスコ州、ミチョアカン州、メキシコ州、モレロス州）
H. h. alvarezi
メキシコ（チアパス州中部）、グアテマラのグリハルバ川周辺
H. h. charlesbogerti
グアテマラ南東部固有亜種
H. h. exasperatum
メキシコ（シナロア州北部、ソノラ州南部）

## 形態
全長50-70センチメートル、最大で100センチメートル以上に達する。頭胴長42-60センチメートル。同科のアメリカドクトカゲと比べるとより大型で細長い。尾は長く頭胴長の65%以上に達し、先端に向かうにつれ細くなる。英名は鱗の隆起（キール）が、ビーズ状であることに由来する。体色は黄褐色や淡赤褐色で、頭部や四肢の先端はより暗色。全身が暗褐色の個体もいる。胴体や尾に網目状に暗褐色の斑紋が入る。
H. h. horridum
尾に明色部の帯が5本（2本1組のため計10本）入る。
H. h. alvarezi
全体が暗色か、明色部が不明瞭。
H. h. charlesbogerti
尾に明色部の帯が4本（2本1組のため計8本）入る。
H. h. exasperatum
明色部が大きく、体側面では帯状になる個体もいる。

## 分類
- Heloderma horridum horridum (Wiegmann, 1829) Mexican beaded lizard
- Heloderma horridum alvarezi Bogert & Martên Del Campo, 1956 Chiapan beaded lizard
- Heloderma horridum charlesbogerti Campbell & Vannini, 1988 Motagua Valley beaded lizard
- Heloderma horridum exasperatum Bogert & Martên Del Campo, 1956 Rio Fuerte beaded lizard

## 生態
乾燥した熱帯落葉樹林やアカシアからなる藪地などに生息する。地表棲だが、樹上に上ることもある。薄明薄暮性で、昼間は地面に空いた穴（乾季）や木の根元、樹洞、樹上（雨期）などで休む。夏季および雨期には夜間に、冬季には昼間に活動することもある。危険を感じると口を開けて威嚇する。
食性は動物食で、爬虫類やその卵、鳥類の卵や雛、小型哺乳類、昆虫などを食べる。
繁殖形態は卵生。1回に約10個の卵を産む。卵は翌春に孵化する。

## 人間との関係
宅地や農地開発による生息地の破壊、道路建設による生息地の分断などにより生息数は減少している。
H. h. charlesbogerti
ワシントン条約附属書I
ペットとして飼育されることもあり、日本にも輸入されている。2006年に動物愛護法により特定動物に指定されたため、2013年現在日本で本種を飼育するにあたり獣医師によるマイクロチップの埋め込みおよび個体登録、地方自治体の許可が必要になる。取扱いには細心の注意を払い、革手袋を着用して絶対に素手で扱わないなどの安全対策を怠らないようにする。